# Persone di nome Rodrigo/Calciatori
| Questa pagina contiene informazioni ricavate automaticamente dalle voci biografiche con l'ausilio del template Bio e di un bot. L'aggiornamento è periodico e automatico e ricostruisce completamente la pagina. Se manca una persona in questa lista, sei pregato di non aggiungerla, ma accertati piuttosto che la sua voce biografica contenga il template Bio e che i dati anagrafici siano correttamente compilati. Se il template Bio manca, inseriscilo tu stesso o, in alternativa, metti l'avviso {{tmp\|Bio}} che ne segnala la mancanza. Se i dati riportati sono sbagliati, correggi direttamente la voce biografica; le modifiche saranno visibili in questa lista entro pochi giorni. Per chiarimenti vedi il progetto antroponimi. La lista contiene solo le 192 persone che sono citate nell'enciclopedia e per le quali è stato implementato correttamente il template Bio. Pagina aggiornata al 6 ago 2025. |

Questa è una lista di persone presenti nell'enciclopedia che hanno il nome Rodrigo e sono calciatori.

## A(16)
- Rodrigo Abascal, calciatore uruguaiano (Montevideo, n. 1994)
- Rodrigo Aguirre, calciatore uruguaiano (Montevideo, n. 1994)
- Rodrigo Alborno, calciatore paraguaiano (Asunción, n. 1993)
- Rodrigo Aliendro, calciatore argentino (Merlo, n. 1991)
- Rodriguinho, calciatore brasiliano (Mineiros, n. 2004)
- Rodri, calciatore spagnolo (Castellón de la Plana, n. 2003)
- Rodrigo Alves de Holanda Santos, calciatore brasiliano (Barra de São Miguel, n. 2002)
- Agustín Amado, calciatore uruguaiano (Santa Lucía, n. 2001)
- Rodrigo Amaral, calciatore uruguaiano (Montevideo, n. 1997)
- Rodriguinho, calciatore brasiliano (Belo Horizonte, n. 2001)
- Rodrigo Archubi, ex calciatore argentino (Remedios de Escalada, n. 1985)
- Rodrigo Arciero, calciatore argentino (Ushuaia, n. 1993)
- Rodrigo Astudillo, ex calciatore argentino (Jesús María, n. 1977)
- Rodrigo Atencio, calciatore argentino (Rosario, n. 2002)
- Rodrigo Alves Soares, calciatore brasiliano (n. 1992)
- Rodrigo Luiz Angelotti, calciatore brasiliano (Brasile, n. 1998)

## B(12)
- Rodrigo Barrera, ex calciatore cileno (Santiago del Cile, n. 1970)
- Rodrigo Battaglia, calciatore argentino (Morón, n. 1991)
- Rodrigo Bentancur, calciatore uruguaiano (Nueva Helvecia, n. 1997)
- Rodrigo Nestor, calciatore brasiliano (San Paolo, n. 2000)
- Rodrigo Bogarín, calciatore paraguaiano (Lambaré, n. 1998)
- Rodrigo Braña, ex calciatore argentino (Berazategui, n. 1979)
- Rodrigo Brasesco, ex calciatore uruguaiano (Montevideo, n. 1986)
- Rodrigo Bronzatti, ex calciatore brasiliano (Ijuí, n. 1986)
- Rodrigo Burgos, calciatore paraguaiano (Itacurubí de la Cordillera, n. 1989)
- Rodrigo Baldasso da Costa, ex calciatore brasiliano (Lençóis Paulista, n. 1980)
- Rodrigo Galo, ex calciatore brasiliano (Rio Branco, n. 1986)
- Rodrigo Tabata, ex calciatore brasiliano (Araçatuba, n. 1980)

## C(16)
- Rodrigo Cabalucci, calciatore argentino (Lomas de Zamora, n. 1992)
- Rodrigo Cabral, calciatore argentino (Mercedes, n. 2000)
- Rodrigo Cabrera, calciatore uruguaiano (Montevideo, n. 2004)
- Rodrigo Canosa, ex calciatore uruguaiano (San Jacinto, n. 1988)
- Rodrigo José Carbone, ex calciatore brasiliano (Rio de Janeiro, n. 1974)
- Rodrigo Castillo, calciatore argentino (Venado Tuerto, n. 1999)
- Rodrigo Chagas, calciatore uruguaiano (Artigas, n. 2003)
- Agustín Colazo, calciatore argentino (Córdoba, n. 2000)
- Rodrigo Colombo, calciatore argentino (San Marcos Sud, n. 1992)
- Rodrigo Contreras, calciatore argentino (San Miguel de Tucumán, n. 1995)
- Rodrigo Caio, ex calciatore brasiliano (Dracena, n. 1993)
- Rodrigo Cordero, ex calciatore costaricano (Cantone di Moravia, n. 1973)
- Rodrigo Eduardo Costa Marinho, ex calciatore brasiliano (Natal, n. 1988)
- Rodrigo Cuba, calciatore peruviano (Lima, n. 1992)
- Rodrigo Pinho, calciatore tedesco (Henstedt-Ulzburg, n. 1991)
- Rodrigo Corrêa Dantas, calciatore brasiliano (Rio de Janeiro, n. 1989)

## D(21)
- Rodrigo De Ciancio, calciatore argentino (Buenos Aires, n. 1995)
- Frauches, ex calciatore brasiliano (São João de Meriti, n. 1992)
- Rodrigo Defendi, ex calciatore brasiliano (Ribeirão Preto, n. 1986)
- Rodrigo Depetris, calciatore argentino (San Jorge, n. 1990)
- Rodrigo Dias Carneiro, ex calciatore brasiliano (Uberlândia, n. 1972)
- Rodrigo Dourado, calciatore brasiliano (Pelotas, n. 1994)
- Rodrigo Dudok, calciatore uruguaiano (Montevideo, n. 2007)
- Rodrigo Gastón Díaz, calciatore uruguaiano (Montevideo, n. 1995)
- Rodrigo Iván Díaz, calciatore argentino (n. 1996)
- Rodrigo Freitas, calciatore brasiliano (Salvador, n. 1998)
- Rodrigo Longaray, ex calciatore brasiliano (Porto Alegre, n. 1985)
- Rodrigo Ribeiro, calciatore portoghese (Viana do Castelo, n. 2005)
- Rodrigo Mancha, ex calciatore brasiliano (Curitiba, n. 1986)
- Rodrigo Moledo, calciatore brasiliano (Rio de Janeiro, n. 1987)
- Rodrigo Vilela, calciatore portoghese (Lisbona, n. 1995)
- Rodrigo Tiuí, ex calciatore brasiliano (Taboão da Serra, n. 1985)
- Rodrigo de Oliveira Donado, calciatore uruguaiano (Montevideo, n. 1994)
- Rodrigo de Oliveira Ramos, calciatore brasiliano (Juazeiro, n. 1995)
- Rodrigo de Paul, calciatore argentino (Sarandí, n. 1994)
- Rodrigão, calciatore brasiliano (Brasilia, n. 1995)
- Rodrigo Antônio do Nascimento, calciatore brasiliano (Rio de Janeiro, n. 1987)

## E(3)
- Rodrigo Echeverría, calciatore cileno (Santiago, n. 1995)
- Rodrigo Ely, calciatore brasiliano (Lajeado, n. 1993)
- Rodrigo Erramuspe, calciatore argentino (Mar del Plata, n. 1990)

## F(6)
- Rodrigo Conceição, calciatore portoghese (Porto, n. 2000)
- Rodrigo Fabri, ex calciatore brasiliano (Santo André, n. 1976)
- Rodrigo Fernández, calciatore uruguaiano (Montevideo, n. 1996)
- Rodrigo Ferreyra, calciatore uruguaiano (Florida, n. 2001)
- Rodrigo Formento, calciatore uruguaiano (Montevideo, n. 1999)
- Rodrigo Martins, calciatore portoghese (Faro, n. 1998)

## G(15)
- Rodrigo Galatto, ex calciatore brasiliano (Porto Alegre, n. 1983)
- Rodrigo Gallo, calciatore argentino (La Plata, n. 2000)
- Rodrigo Garro, calciatore argentino (General Pico, n. 1998)
- Rodrigo Gattas, calciatore cileno (Las Condes, n. 1991)
- Rodrigo Goldberg, ex calciatore cileno (Santiago del Cile, n. 1971)
- Rodrigo Gomes dos Santos, calciatore brasiliano (Belmonte, n. 1993)
- Rodrigo Gomes, calciatore portoghese (Póvoa de Varzim, n. 2003)
- Rodrigo Gómez, ex calciatore cileno (n. 1968)
- Rodrigo González Cárdenas, calciatore messicano (Città del Messico, n. 1995)
- Rodrigo González, calciatore argentino (Rosario, n. 2000)
- Rodrigo Gral, ex calciatore brasiliano (Chapecó, n. 1977)
- Rodrigo Guth, calciatore brasiliano (Curitiba, n. 2000)
- Rodrigo Gómez, ex calciatore uruguaiano (Rivera, n. 1994)
- Rodrigo Gómez, calciatore argentino (Santa Fe, n. 1993)
- Rodrigo Ángel Gil Torres, ex calciatore spagnolo (Cehegín, n. 1985)

## H(5)
- Rodri, calciatore spagnolo (Madrid, n. 1996)
- Rodrigo Hernández Álvez, calciatore uruguaiano (Montevideo, n. 2005)
- Rodrigo Herrera, calciatore argentino (Florencio Varela, n. 2000)
- Rodrigo Holgado, calciatore argentino (Buenos Aires, n. 1995)
- Rodrigo Huescas, calciatore messicano (Naucalpan de Juárez, n. 2003)

## I(3)
- Digão, ex calciatore brasiliano (Brasilia, n. 1985)
- Rodrigo Insúa, calciatore argentino (Buenos Aires, n. 1997)
- Rodrigo Izquierdo, calciatore uruguaiano (San Ramón, n. 1992)

## L(5)
- Ferrugem, ex calciatore brasiliano (São Bernardo do Campo, n. 1980)
- Rodrigo Lemos, ex calciatore uruguaiano (Las Piedras, n. 1973)
- Rodrigo José Lima dos Santos, ex calciatore brasiliano (Monte Alegre, n. 1983)
- Rodrigo López Quiñones, calciatore messicano (Città del Messico, n. 2001)
- Rodrigo López, calciatore statunitense (Guadalajara, n. 1987)

## M(21)
- Rodrigo Arroz, ex calciatore brasiliano (Valença, n. 1984)
- Rodrigo Malbernat, ex calciatore argentino (Avellaneda, n. 1985)
- Rodrigo Mannara, ex calciatore argentino (Lanús, n. 1979)
- Rodrigo Marín, calciatore uruguaiano (Salto, n. 2001)
- Rodrigo Mathiola, calciatore brasiliano (Navegantes, n. 1997)
- Rodrigo Mederos, calciatore uruguaiano (Tarariras, n. 2005)
- Rodri Mendoza, calciatore spagnolo (Molina de Segura, n. 2005)
- Rodrigo Mieres, calciatore uruguaiano (Paysandú, n. 1989)
- Rodrigo Migone, calciatore argentino (Villa Gobernador Gálvez, n. 1996)
- Rodrigo Millar, ex calciatore cileno (Arauco, n. 1981)
- Rodrigo Montes, calciatore argentino (Córdoba, n. 2000)
- Rodrigo Mora, ex calciatore uruguaiano (Rivera, n. 1987)
- Rodrigo Mora, calciatore portoghese (Porto, n. 2007)
- Rodrigo Moreira, calciatore argentino (Villa Constitución, n. 1996)
- Rodrigo Moreno Machado, calciatore brasiliano (Rio de Janeiro, n. 1991)
- Rodrigo Morínigo, calciatore paraguaiano (Lambaré, n. 1998)
- Rodrigo Moura, calciatore brasiliano (n. 1996)
- Rodrigo Muniz Carvalho, calciatore brasiliano (São Domingos do Prata, n. 2001)
- Rodrigo Ariel Muniz Menosse, calciatore uruguaiano (Punta del Este, n. 2001)
- Rodrigo Muñoz, ex calciatore uruguaiano (Montevideo, n. 1982)
- Rodrigo Márquez, calciatore argentino (Iguazú, n. 2002)

## N(4)
- Rodrigo Becão, calciatore brasiliano (San Cipriano D'Aversa, n. 1997)
- Rodrigo Naranjo, ex calciatore cileno (Santiago, n. 1979)
- Rodrigo Javier Noya, ex calciatore argentino (Buenos Aires, n. 1990)
- Rodrigo Núñez, ex calciatore cileno (Santiago del Cile, n. 1977)

## O(3)
- Rodrigo Alvim, ex calciatore brasiliano (Porto Alegre, n. 1983)
- Rodrigo Lindoso, calciatore brasiliano (São Luís, n. 1989)
- Diguinho, ex calciatore brasiliano (Canoas, n. 1983)

## P(13)
- Rodrigo Batata, ex calciatore brasiliano (Curitiba, n. 1977)
- Rodrigo Palacio, ex calciatore argentino (Bahía Blanca, n. 1982)
- Rodrigo Pastorini, calciatore uruguaiano (Treinta y Tres, n. 1990)
- Rodrigo Junior Paula Silva, ex calciatore brasiliano (Duque de Caxias, n. 1988)
- Rodrigo Pérez, ex calciatore cileno (Rancagua, n. 1973)
- Hernán Petryk, calciatore uruguaiano (Punta del Este, n. 1994)
- Rodrigo Pimpão, calciatore brasiliano (Curitiba, n. 1987)
- Rodrigo Pinheiro, calciatore portoghese (Guimarães, n. 2002)
- Rodrigo Pintado, calciatore uruguaiano (n. 2004)
- Rodrigo Piñeiro, calciatore uruguaiano (Artigas, n. 1999)
- Rodrigo Pollero, calciatore uruguaiano (San José de Mayo, n. 1996)
- Rodrigo Pérez Casada, calciatore uruguaiano (Montevideo, n. 1996)
- Rodrigo Possebon, ex calciatore brasiliano (Sapucaia do Sul, n. 1989)

## R(15)
- Rodrigo Ramallo, calciatore boliviano (Santa Cruz de la Sierra, n. 1990)
- Rodrigo Rey, calciatore argentino (Las Parejas, n. 1991)
- Rodrigo Macedo, calciatore portoghese (Braga, n. 2003)
- Sebastián Riep, ex calciatore argentino (n. 1976)
- Rodrigo Riquelme Reche, calciatore spagnolo (Madrid, n. 2000)
- Rodrigo Riquelme, ex calciatore paraguaiano (Colonia de la Virginidad, n. 1984)
- Rodrigo Rivero, calciatore uruguaiano (Colonia del Sacramento, n. 1995)
- Rodrigo Souto, ex calciatore brasiliano (Rio de Janeiro, n. 1983)
- Rodrigo Rodríguez, calciatore uruguaiano (Paysandú, n. 1995)
- Rodrigo Rojo, ex calciatore uruguaiano (Montevideo, n. 1989)
- Rodrigo Romero, ex calciatore paraguaiano (n. 1982)
- Rodrigo Patricio Ruiz, ex calciatore cileno (Santiago del Cile, n. 1972)
- Rodrigo Ruiz Díaz, calciatore paraguaiano (San Juan Nepomuceno, n. 1999)
- Rodrigo Ruiz Zárate, calciatore messicano (n. 1923 - † 1999)
- Rodrigo Ríos Lozano, calciatore spagnolo (Soria, n. 1990)

## S(14)
- Rodrigo Henrique, calciatore brasiliano (n. 1993)
- Rodrigo Suárez Peña, ex calciatore spagnolo (Utrera, n. 1986)
- Rodri, calciatore spagnolo (Talayuela, n. 2000)
- Rodrigo Salinas, ex calciatore messicano (Puebla, n. 1988)
- Rodrigo Javier Salinas, calciatore argentino (Berisso, n. 1986)
- Rodrigo Santander, ex calciatore cileno (Santiago, n. 1959)
- Rodrigo Henrique Santos de Souza, calciatore brasiliano (Contagem, n. 2003)
- Rodrigo Saravia, calciatore guatemalteco (Città del Guatemala, n. 1993)
- Rodrigo Saravia, calciatore uruguaiano (Montevideo, n. 2000)
- Rodrigo Saraz, ex calciatore colombiano (Medellín, n. 1978)
- Rodrigo Schlegel, calciatore argentino (Remedios de Escalada, n. 1997)
- Rodrigo de Souza Cardoso, ex calciatore brasiliano (Rio de Janeiro, n. 1982)
- Rodrigo Souza Silva, calciatore brasiliano (Ipatinga, n. 1987)
- Rodrigo Varanda, calciatore brasiliano (Maringá, n. 2003)

## T(5)
- Rodrigo Taddei, ex calciatore brasiliano (San Paolo, n. 1980)
- Rodrigo Tarín, ex calciatore spagnolo (Chiva, n. 1996)
- Rodrigo Teliz, calciatore uruguaiano (Treinta y Tres, n. 2005)
- Rodrigo Tello, ex calciatore cileno (Santiago del Cile, n. 1979)
- Rodrigo Tosi, ex calciatore brasiliano (Curitiba, n. 1983)

## U(1)
- Rodrigo Ureña, calciatore cileno (Conchalí, n. 1993)

## V(13)
- Rodrigo Heffner, ex calciatore brasiliano (Porto Alegre, n. 1982)
- Rodrigo Valente, calciatore portoghese (Santa Maria da Feira, n. 2001)
- Rodrigo Valenzuela, ex calciatore cileno (Santiago del Cile, n. 1975)
- Rodrigo Vargas Castillo, calciatore boliviano (Santa Cruz de la Sierra, n. 1994)
- Rodrigo Alejandro Vargas, calciatore australiano (Melbourne, n. 1978)
- Rodrigo Vasconcelos Oliveira, calciatore brasiliano (Ituiutaba, n. 1994)
- Rodrigo Vergilio, calciatore brasiliano (Pederneiras, n. 1983)
- Rodrigo Vidal, calciatore uruguaiano (Montevideo, n. 2000)
- Rodrigo Viega, calciatore uruguaiano (Rivera, n. 1991)
- Rodrigo Viera, calciatore uruguaiano (Montevideo, n. 1996)
- Rodrigo Vilca, calciatore peruviano (Callao, n. 1999)
- Rodrigo Viligrón, ex calciatore cileno (Purranque, n. 1976)
- Rodrigo Villagra, calciatore argentino (Morteros, n. 2001)

## Z(1)
- Rodrigo Zalazar, calciatore spagnolo (Albacete, n. 1999)